# Groningens sexdagars
Groningens sexdagars var ett nederländskt sexdagarslopp i bancykling som arrangerades i Martinihal i Groningen från 1970 till 1972 varefter det lades ner på grund av olönsamhet. Loppet återuppstod som en engångsföreteelse 1979 som del av en "multisportvecka", vilken dock var ett misslyckande. Loppets fyra upplagor hölls från slutet av februari till början av april.

## Podieplaceringar
| År             | Vinnare                      | Tvåa                            | Trea                       |
| 1970 feb./mars | Jan Janssen Peter Post       | Klaus Bugdahl Dieter Kemper     | Graeme Gilmore Sigi Renz   |
| 1971 mars      | Klaus Bugdahl Dieter Kemper  | Fritz Pfenninger Peter Post     | Leo Duyndam René Pijnen    |
| 1972 feb./mars | Klaus Bugdahl Dieter Kemper  | Graeme Gilmore Theo Verschueren | René Pijnen Norbert Seeuws |
| 1973– 1978     | ej avhållet                  |                                 |                            |
| 1979 mars/apr. | Wilfried Peffgen René Pijnen | Albert Fritz Patrick Sercu      | Roman Hermann Horst Schütz |